# Hirohide Hamashima
Hirohide Hamashima „Hammy” (jap. 浜島裕英 Hirohide Hamashima; ur. w 1952 w Tokio) – japoński pracownik działu zajmującym się interakcją między samochodem a oponami w Scuderia Ferrari.

## Życiorys
Hirohide Hamashima studiował na uniwersytecie fizyki polimerów. W 1977 roku rozpoczął pracę w Bridgestone Corporation, w 1980 rozpoczął pracę w programie rozwoju opon samochodu osobowego. W kolejnym roku przeniósł się do Wielkiej Brytanii, aby rozpocząć pracę na stanowisku kierownika technicznego ds. sportów motorowych, w ramach bardzo małego zespołu, Bridgestone w zwodach. Był także dyrektorem działu rozwoju opon wyścigowych Bridgestone w Formule 1, do czasu gdy pod koniec 2010 roku firma zdecydowała się wycofać z rywalizacji. Następnie pracował w Motocyklowych mistrzostwach świata. W latach 2012–2014 Hamashima dołączył do Scuderia Ferrari, gdzie pracował w dziale zajmującym się interakcją między samochodem a oponami.